# Los Tojos
Los Tojos település Spanyolországban, Kantábria autonóm közösségben. Los Tojos Cabuérniga, Ruente, Cieza, Arenas de Iguña, Bárcena de Pie de Concha és Hermandad de Campoo de Suso községekkel határos. Lakosainak száma 375 fő (2024).

## Népesség
A település népessége az elmúlt években az alábbi módon változott:
| Lakosok száma | 403  | 415  | 441  | 442  | 428  | 422  | 402  | 387  | 380  | 375  |
|               | 2001 | 2004 | 2007 | 2009 | 2012 | 2014 | 2017 | 2019 | 2022 | 2024 |